# Manneville-la-Raoult
Manneville-la-Raoult ist eine französische Gemeinde mit 497 Einwohnern (Stand: 1. Januar 2022) im Département Eure in der Region Normandie. Sie gehört zum Arrondissement Bernay und ist Teil des Kantons Beuzeville.
Die Einwohner werden Martainvillais genannt.

## Geographie
Manneville-la-Raoult liegt etwa 30 Kilometer südöstlich von Le Havre im Lieuvin. An der westlichen Gemeindegrenze verläuft das Flüsschen Morelle.

### Nachbargemeinden
Umgeben ist Manneville-la-Raoult von den Nachbargemeinden Fiquefleur-Équainville im Norden, Saint-Pierre-du-Val im Nordosten, Beuzeville im Süden und Osten, Quetteville im Südwesten, Genneville im Westen sowie Ablon im Nordwesten.

## Bevölkerungsentwicklung
| 1962                      | 1968 | 1975 | 1982 | 1990 | 1999 | 2006 | 2013 |
| ------------------------- | ---- | ---- | ---- | ---- | ---- | ---- | ---- |
| 260                       | 241  | 260  | 331  | 336  | 416  | 491  | 503  |
| Quelle: Cassini und INSEE |      |      |      |      |      |      |      |

## Sehenswürdigkeiten

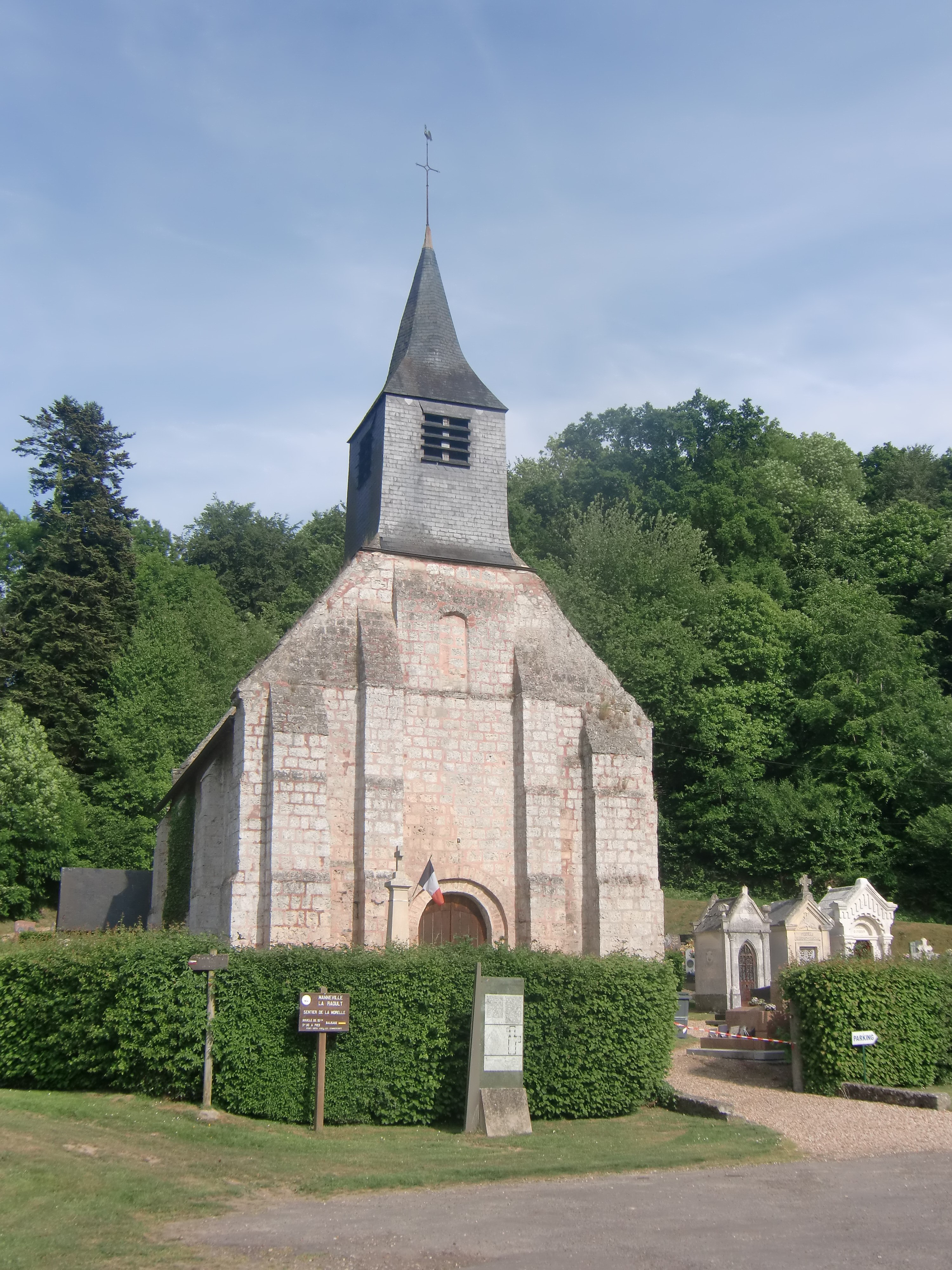
Kirche Saint-Germain

- Kirche Saint-Germain aus dem 11./12. Jahrhundert, Umbauten aus dem 15. Jahrhundert
- Pfarrhaus aus dem 19. Jahrhundert
- Schloss Manneville aus dem 19. Jahrhundert
- Herrenhaus von 1769
- Herrenhaus von Cressanville aus dem 18./19. Jahrhundert